# Inshō Dōmoto
Pour les articles homonymes, voir Dōmoto.
Inshō Dōmoto (堂本 印象, Dōmoto Inshō, 25 décembre 1891 – 5 septembre 1975) est un artiste japonais de l'école nihon-ga. Son nom de naissance est « Sannosuke Dōmoto ». Il est décoré de l'Ordre de la Culture en 1961.

## Biographie
Inshō Dōmoto prend part en juin-juillet 1929 à l'Exposition d'Art japonais organisées aux Palais des Tuileries, au Musée du Jeu-de-Paume où il présente la toile Kanzan et Jittoku, moines taoïstes.